# Péter Forgács
Dans le nom hongrois Forgács Péter, le nom de famille précède le prénom, mais cet article utilise l’ordre habituel en français Péter Forgács, où le prénom précède le nom.
Pour les articles homonymes, voir Forgács.
Péter Forgács, né à Eger (Hongrie) le 10 octobre 1950 , est un artiste multimédia, photographe et cinéaste indépendant hongrois basé à Budapest, en Hongrie.
Il est surtout connu pour sa série de films primés Private Hungary (en hongrois Privát Magyarország) basée sur des films familiaux des années 1930 à 1960, et documentant des vies ordinaires bientôt bouleversées par le traumatisme historique extraordinaire qui se produit en dehors du film.

## Filmographie partielle
- 1992 : Wittgenstein Tractatus
- 1998 : The Danube Exodus
- 2009 : Hunky Blues
- 2012 : Magyarország 2011
- 2012 : German Unity @ Balaton
- 2018 : Picturesque Epochs